# Sawada-Strand
Der Sawada-Strand (japanisch 佐和田の浜 Sawada-no-hama) liegt am Ostchinesischen Meer auf der Insel Irabu-jima (Miyako-Inseln) in der japanischen Präfektur Okinawa. Seit dem 3. Juni 1994 ist er als Landschaftlich Schöner Ort auf Gemeindeebene ausgewiesen und wurde 1996 als einer der „100 besten Strände Japans“ ausgewählt. Er ist Teil des Irabu-Präfekturnaturparks. Vor dem Strand liegt eine Lagune mit Korallenriffen. Es gibt mehr als 300 große und kleine Felsen, von denen es heißt, dass sie durch einen Tsunami im Jahr 1771 an Land gespült wurden.